# Сервий Сулпиций Претекстат
Сервий Сулпиций Претекстат (на латински: Servius Sulpicius Praetextatus) e политик на Римската република през 4 век пр.н.е.
През 377, 376, 370 и 368 пр.н.е. той е консулски военен трибун.